# Chucho Castillo
Chucho Castillo (* 17. Juni 1944 in León, Mexiko; † 15. Januar 2013) war ein mexikanischer Boxer im Bantamgewicht.

## Profikarriere
Im Jahre 1962 begann er seine Profikarriere und verlor über sechs Runden einstimmig nach Punkten. Am 16. Oktober 1970 boxte er gegen Rubén Olivares um die Weltmeistertitel der Verbände WBA und WBC und siegte durch technischen K. o. in Runde 14. Allerdings verlor er diese Gürtel bereits in seiner ersten Titelverteidigung im April des darauffolgenden Jahres an Olivares im Rückkampf nach Punkten.
Im Jahre 1975 beendete er seine Karriere.